# Чепура американська
Чепура американська (Egretta thula) — вид птахів родини чаплевих (Ardeidae). Мешкає в Америці.

## Опис
Довжина птаха становить 56—66 см, розмах крил 100 см, вага 370 г. Забарвлення дорослих птахів повністю біле, за винятком жовтих смуг, які йдуть від дзьоба до очей, чорних лап і яскраво-жовтих ступень. На голові довгі білі пера утворюють чуб. У молодих чепур лапи тьмяні, зеленуваті.

## Підвиди
Виділяють два підвиди:
- E. t. thula (Molina, 1782) — більша частина ареалу;
- E. t. brewsteri Thayer & Bangs, 1909 — Західне узбережжя США, північно-західна Мексика.

## Поширення і екологія
Американські чепури мешкають у Північній, Центральній і Південній Америці. На більшій частині Південної Америки американські чепури є осілими. Також вони є осілими на Карибах, у Флориді та в прибережних районах Північної і Центральної Америки. Чепури, які гніздяться у внутрішній районах Північної Америки, взимку мігрують на південь. Бродячі птахи спостерігалися в Європі, в Ісландії, Шотландії та на Азорських островах, а також у Південно-Африканській Республіці.
Американські чепури живуть у різноманітних водно-болотних угіддях: на болотах, на берегах річок, озер, солончаків і лиманів. Не зустрічаються на морських узбережжях та на високогір'ях .

## Поведінка
Американські чепури харчуються рибою, ракоподібними, дрібними рептиліями, молюсками і червами. Шукають здобич на мілководді, або виловлюють з води під час польоту. Гніздяться в колоніях, часто поряд з іншими видами чапель. Гніздо розміщується на деревах, у кладці 3—6 синьо-зелених яєць. Інкубаційний період триває приблизно 24 дні. Самці і самиці насиджують яйця по черзі. Пташенята покидають гніздо на 22-й день.

## Галерея

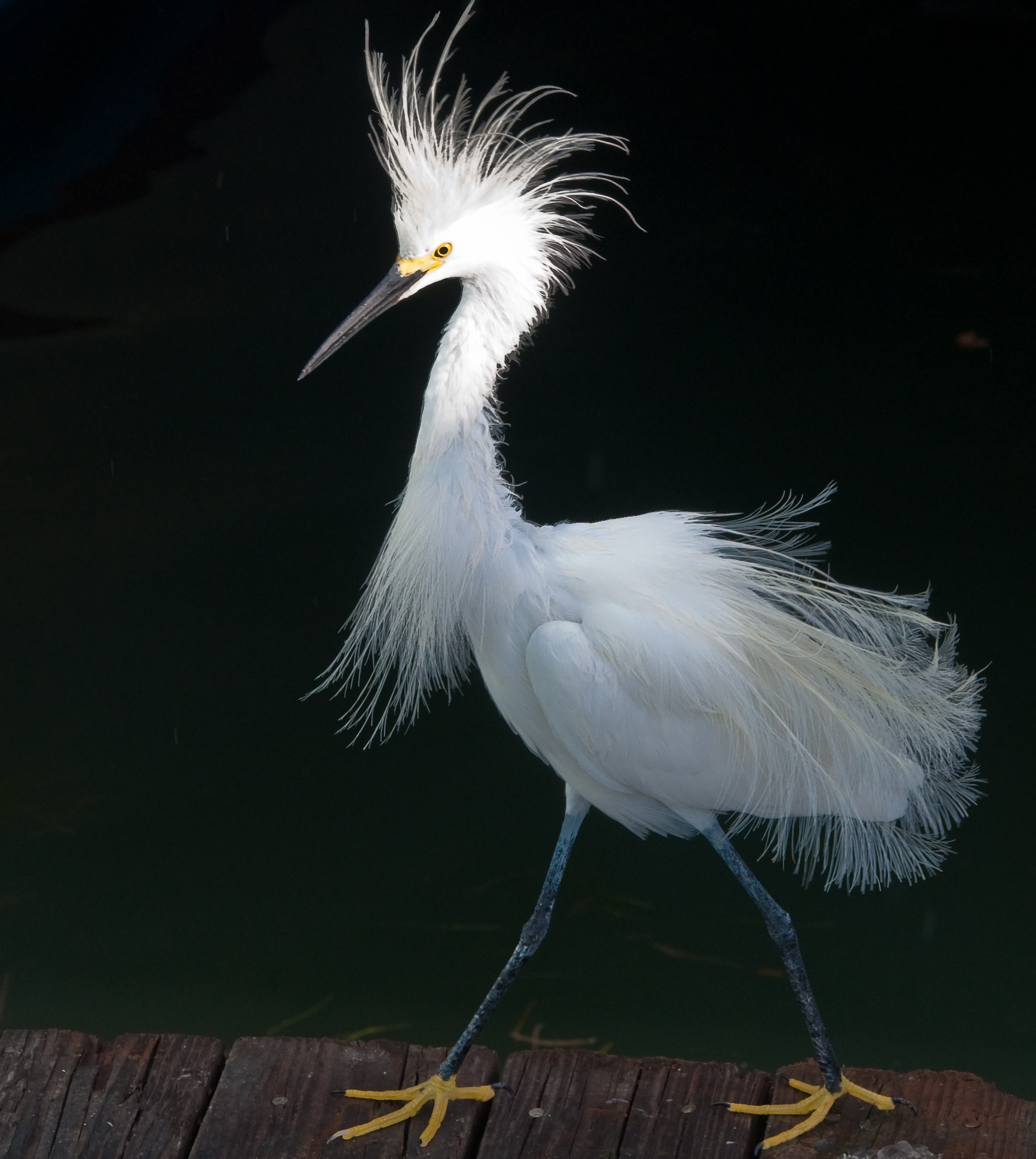
Американська чепура
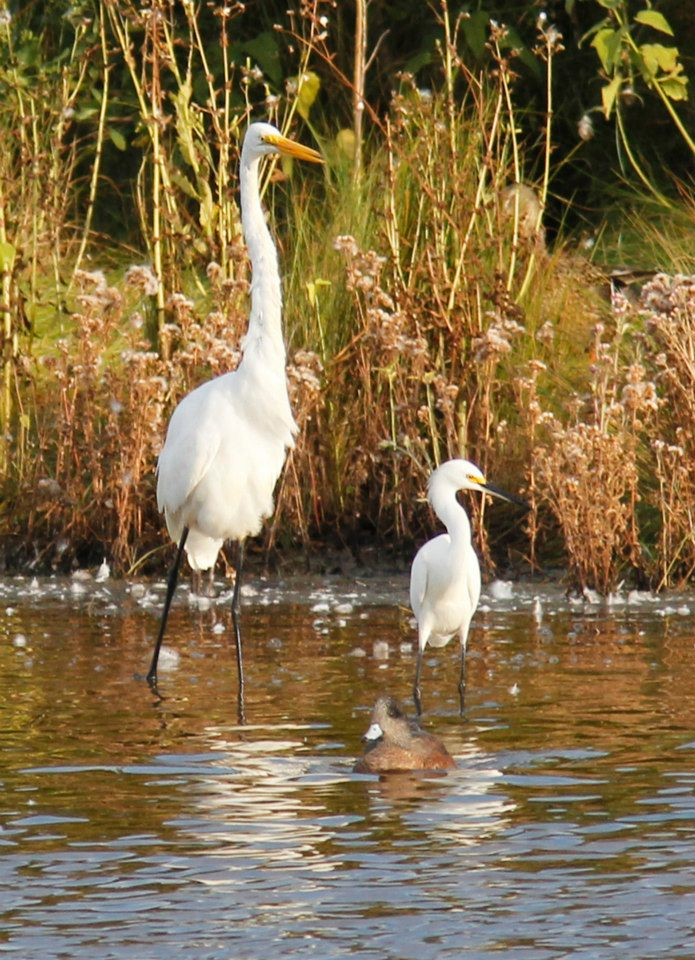
Американська чепура поряд з набагато більшою великою чепурою (Ardea alba)
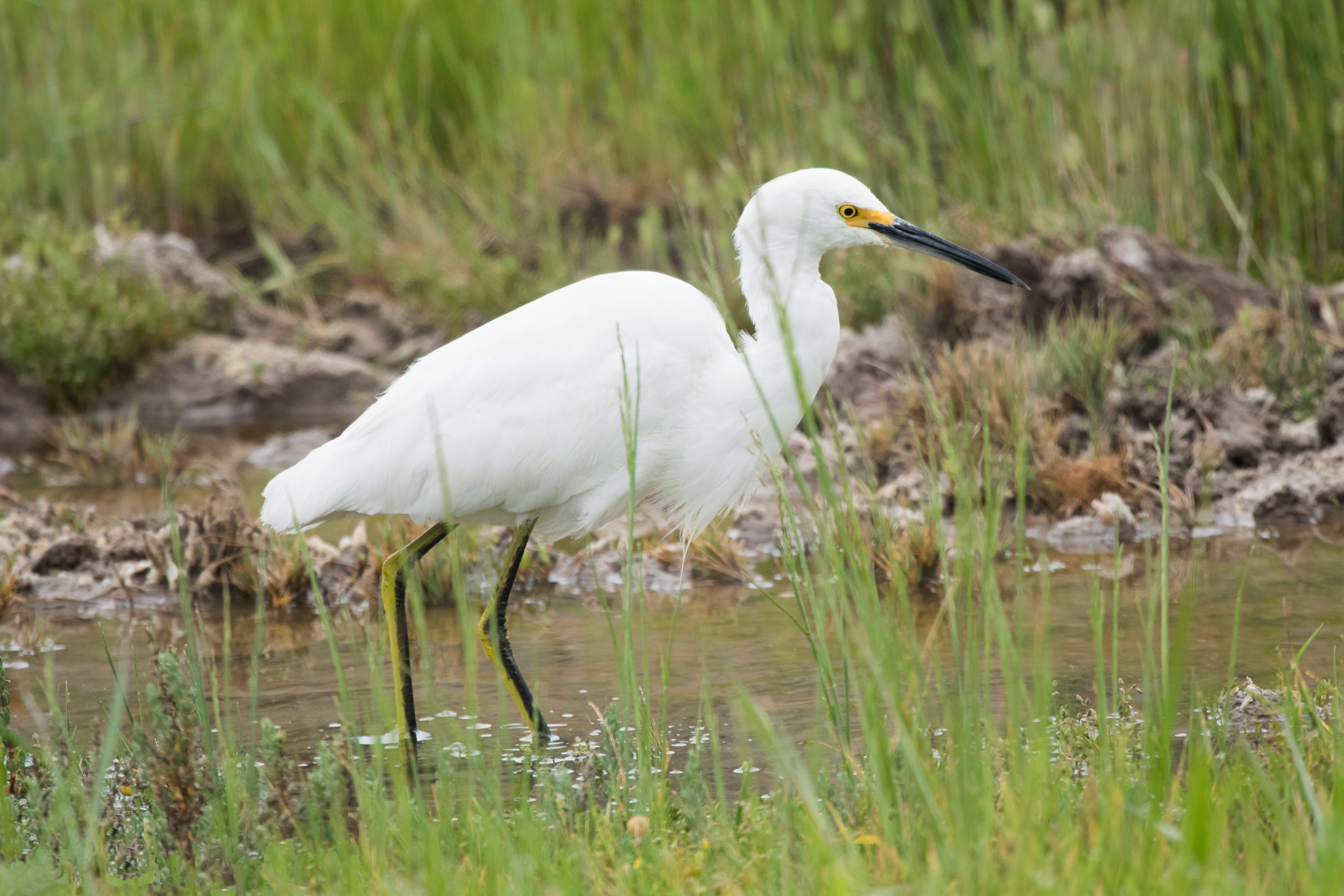
Американська чепура
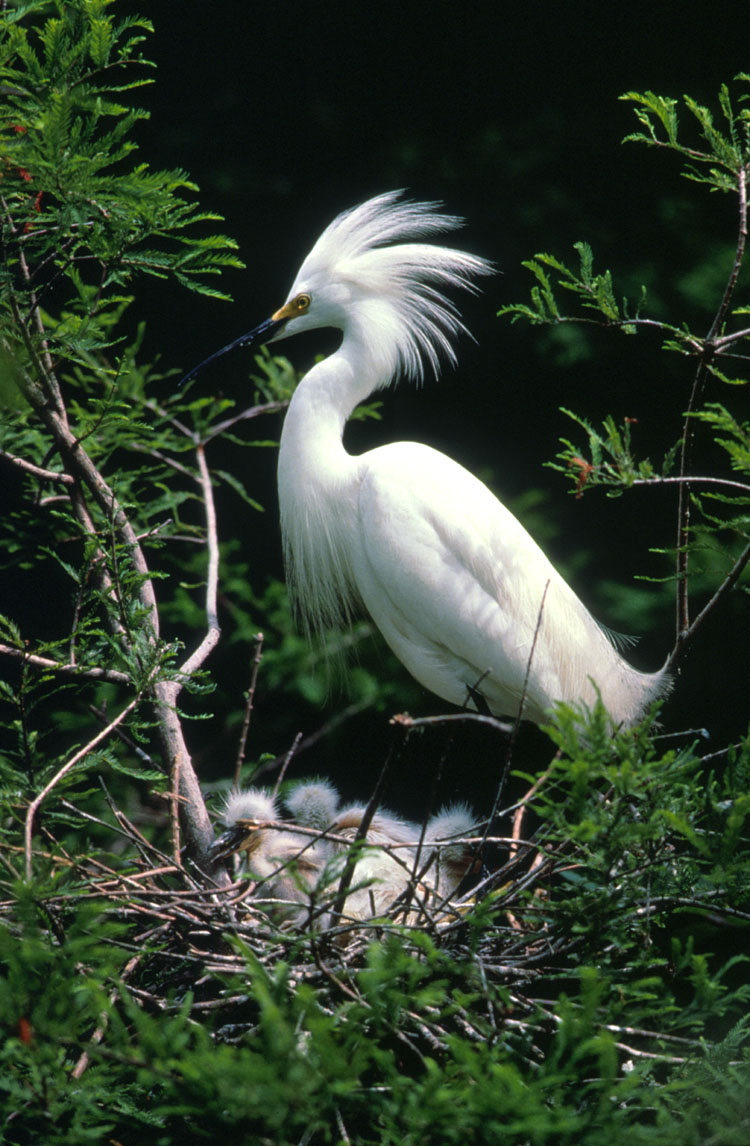
Американська чепура на гнізді
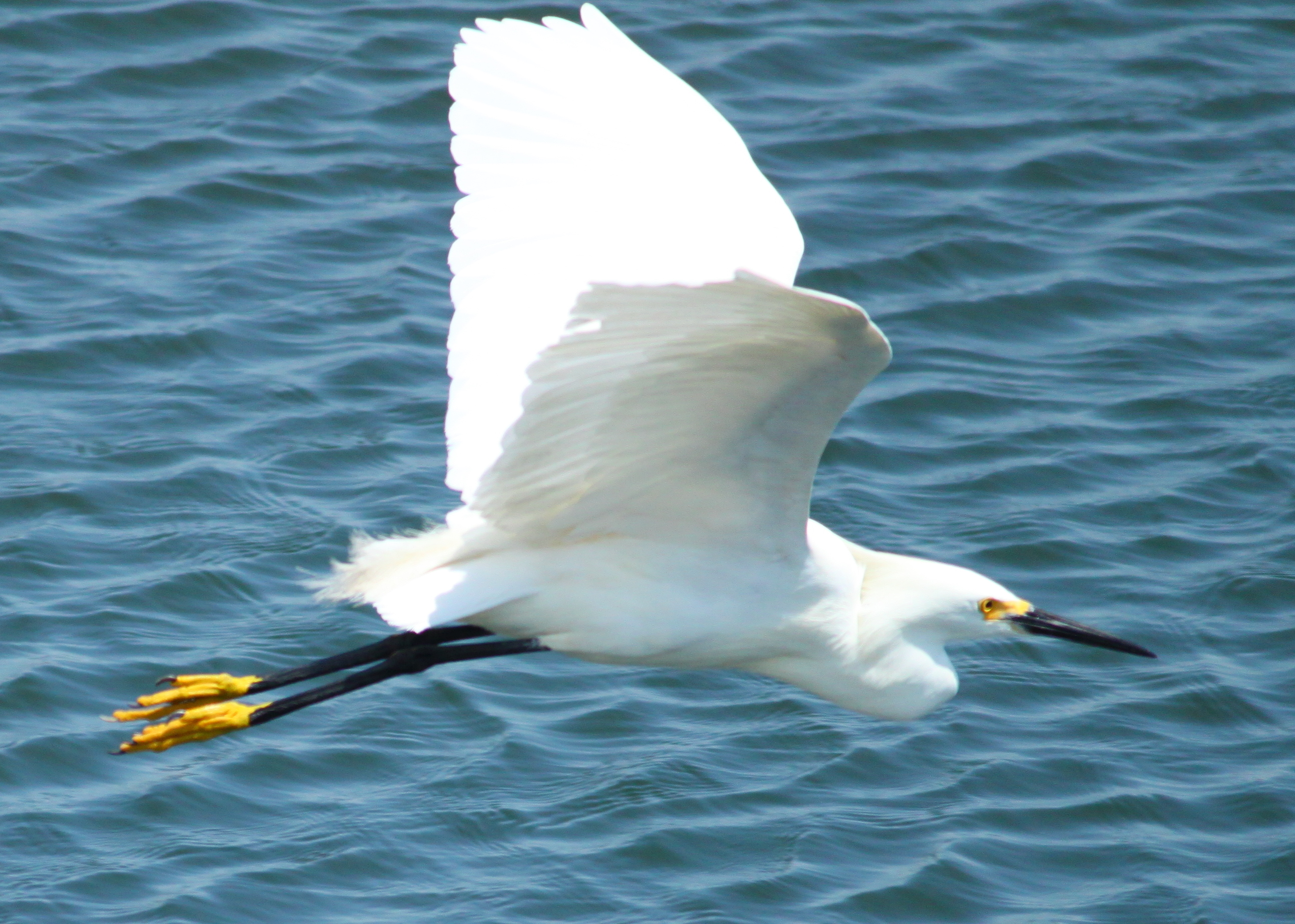
Американська чепура в польоті
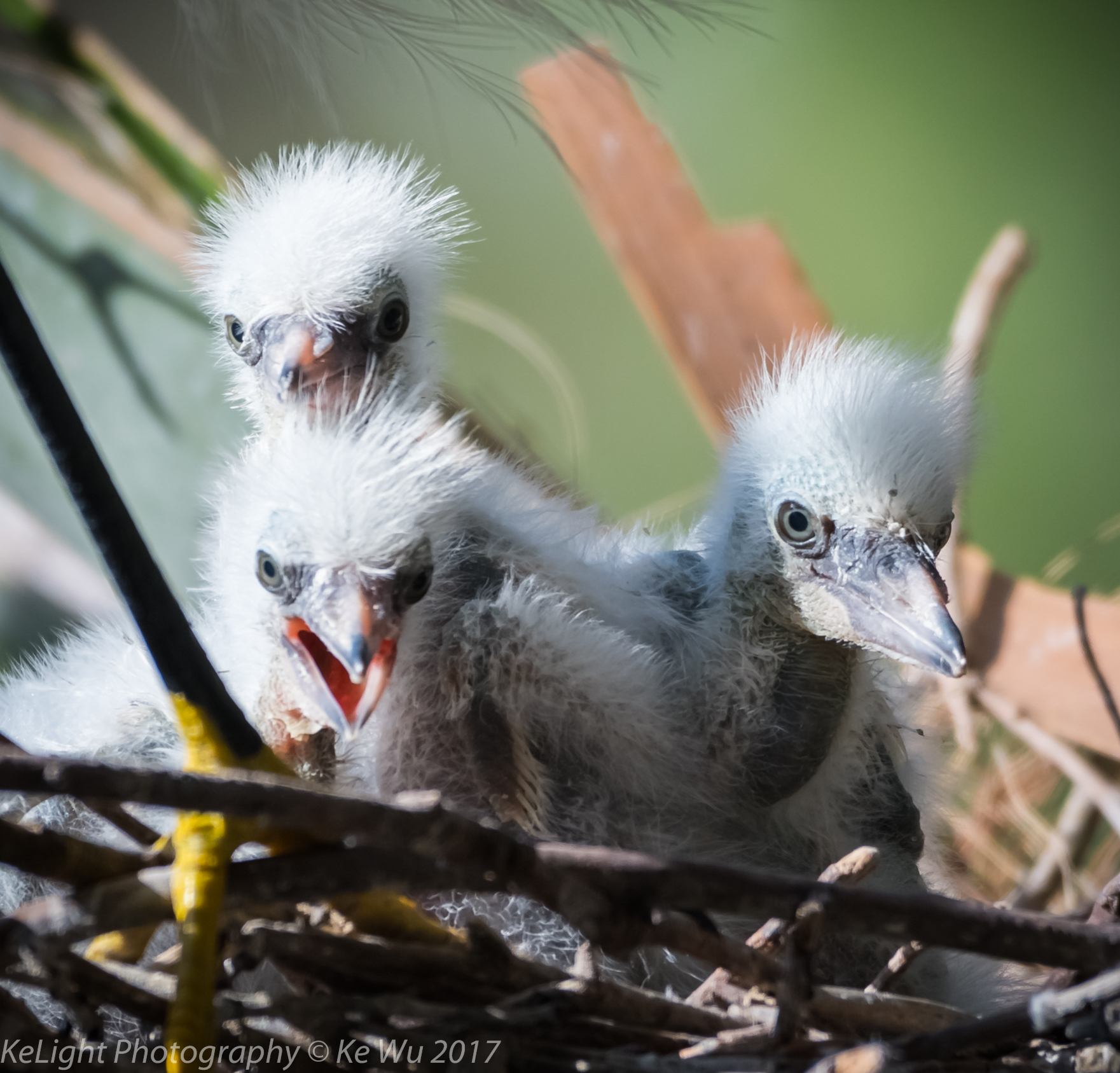
Пташенята американської чепури